# Verbandssparkasse Goch-Kevelaer-Weeze
Die Verbandssparkasse Goch-Kevelaer-Weeze war eine öffentlich-rechtliche Sparkasse mit Sitz in Goch am unteren linken Niederrhein und wurde zum 1. Januar 1975 unter der Firmierung: „Verbandssparkasse Goch – Zweckverbandssparkasse der Städte Goch und Kevelaer und der Gemeinde Weeze“ errichtet.
Im Jahr 2022 fusionierte die Sparkasse mit der Sparkasse Rhein-Maas.

## Geschichte
Die Städte Goch und Kevelaer sowie die Gemeinde Weeze gründeten im Jahre 1974 einen Zweckverband, in dem die zuvor selbstständigen Sparkassen Goch, Kevelaer und Weeze aufgegangen sind. Die Verbandssparkasse Goch bestand seit dem 1. Januar 1975. Durch die Übernahme der 1855 gegründeten Gemeindesparkasse Weeze war sie die erste Sparkasse im alten Kreis Geldern.

## Organisationsstruktur
Die Sparkasse war eine Anstalt des öffentlichen Rechts. Rechtsgrundlage waren das Sparkassengesetz Nordrhein-Westfalen und die durch den Verwaltungsrat der Sparkasse erlassene Satzung. Organe der Sparkasse waren der Vorstand und der Verwaltungsrat.
Das Geschäftsgebiet der Sparkasse Goch umfasste die Kreise Kleve und Wesel mit Filialen in Goch, Kevelaer, Pfalzdorf (Bankautomat), Weeze, Winnekendonk und dem Hauptsitz in Goch.

## Einlagensicherung
Die Verbandssparkasse Goch gehörte dem Einlagensicherungssystem der Sparkassen an, die auf drei Ebenen erfolgt.

## Geschäftsausrichtung
Die Sparkasse Goch war Teil der Sparkassen-Finanzgruppe und betrieb das Universalbankgeschäft. Im Verbundgeschäft arbeitet die Sparkasse Goch u. a. mit der westdeutschen Landesbausparkasse (LBS), der Provinzial Rheinland Versicherung, der DekaBank und der Deutschen Leasing AG zusammen.

Die Verbandssparkasse Goch-Kevelaer-Weeze wies im Geschäftsjahr 2021 eine Bilanzsumme von 710,94 Mio. Euro aus und verfügte über Kundeneinlagen von 555,8 Mio. Euro. Gemäß der Sparkassenrangliste 2021 lag sie nach Bilanzsumme auf Rang 345. Sie unterhielt 6 Filialen/Selbstbedienungsstandorte und beschäftigte 95 Mitarbeiter.

## Gesellschaftliches Engagement
Die Verbandssparkasse Goch förderte gemeinnützige Vereine und Institutionen in ihrem Geschäftsgebiet. Dazu gründete sie die Stiftung der Verbandssparkasse Goch-Kevelaer-Weeze. Zweck der Stiftung ist zusätzlich u. a. die regionale Förderung der Heimatpflege, Heimatkunde, der heimischen Kunst, des Sports, der Jugend, der Bildung und weiterer sozialer Aufgaben.

## 2. März 2008
In der Nacht des 2. März 2008 gelang es einem Betrüger, durch die Manipulation eines Geldautomaten der Verbandssparkasse in wenigen Stunden über 90.000 € zu erbeuten. Dies ist bisher der größte Geldautomatenbetrug innerhalb von 24 Stunden im Euroraum und führte u. a. in Zusammenarbeit mit einer irischen Bank zu den mutmaßlichen Tätern.